# Andrew Bisek
Andrew Thomas Bisek (ur. 18 sierpnia 1986) – amerykański zapaśnik walczący w stylu klasycznym. Olimpijczyk z Rio de Janeiro 2016, gdzie zajął dwunaste miejsce w kategorii 75 kg.
Brązowy medalista mistrzostw świata w 2014 i 2015. Triumfator igrzysk panamerykańskich w 2015. Złote medale mistrzostw panamerykańskich w 2012 i 2014. Dziewiąty w Pucharze Świata w 2014 roku. Zawodnik Northern Michigan University.